# 津軽藩ねぷた村
津軽藩ねぷた村（つがるはんねぷたむら）は、青森県弘前市にある弘前ねぷたをテーマとした体験型の観光施設。

## 概要

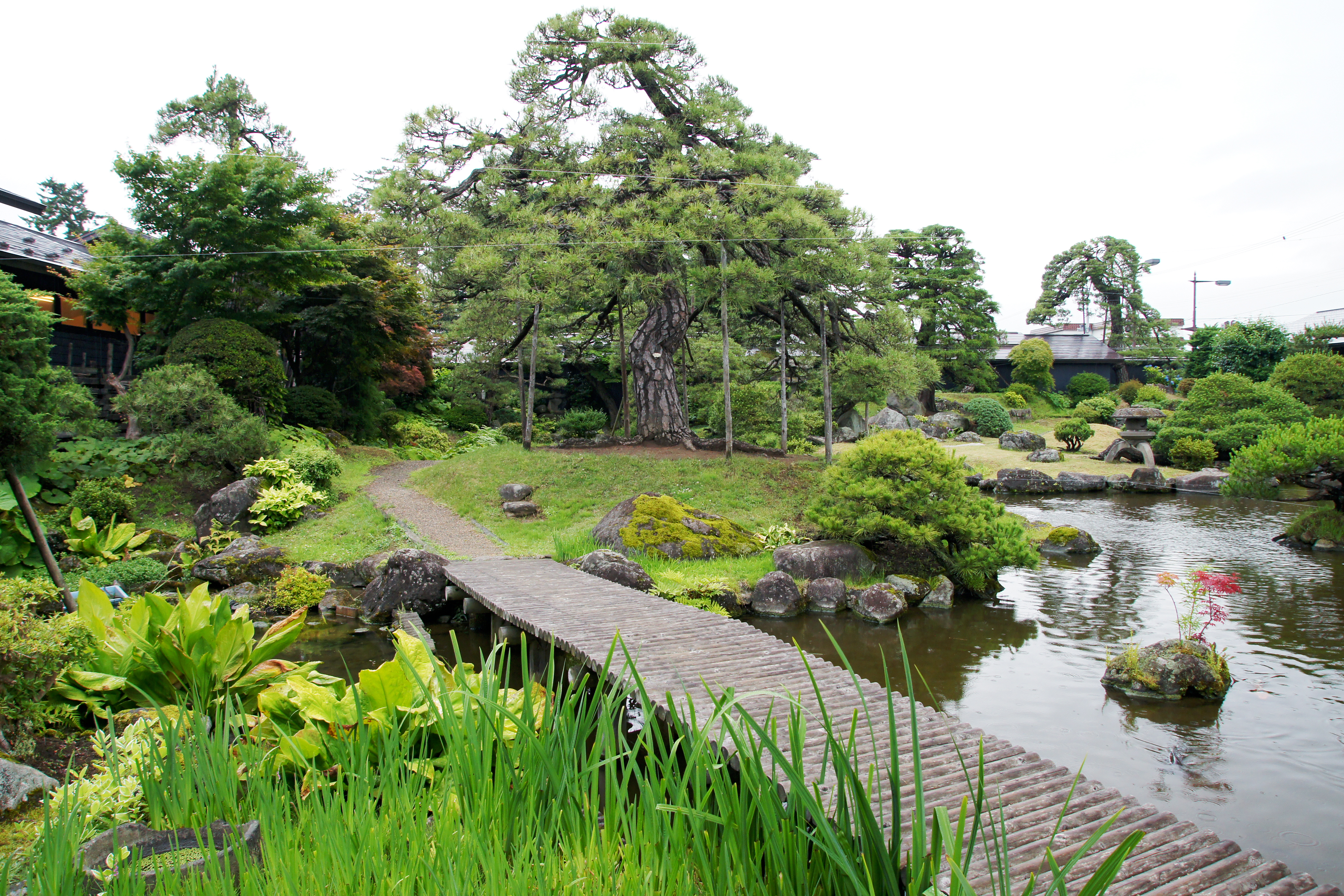
揚亀園

弘前ねぷたのお囃子の実演が行われる弘前ねぷたの常設展示館「弘前ねぷたの館」のほか津軽三味線の生演奏を聴くことができる「山絃堂」や津軽地方の民工芸品製作風景の見学や製作体験ができる体験型の施設である。施設内には国の登録記念物となっている日本庭園「揚亀園」（ようきえん）や、東北地方でも数少ない雪国の茶室「揚亀庵」（文化財指定）、弘前市の「趣のある建物」に指定されている「蔵工房たくみ」がある。青森県内のねぶた・ねぷた施設では唯一、ミシュラン社（フランス）のミシュラン・グリーンガイド・ジャポン（観光ガイド）で掲載されている施設である。
施設内は展示施設および体験施設（見学・体験エリア）と物販施設（ショッピングエリア）に大別されており、このうち展示施設のみ有料となっている。

## 沿革
- 1981年（昭和56年） - 開設。
- 1988年（昭和63年） - リニューアルを実施。
- 2002年（平成14年） - リニューアルを実施。

## 施設
- 所在地：青森県弘前市亀甲町61
- 敷地面積：約8,900m2
  - 建物部分（展示施設・売店など） - 約2,700m2
  - 庭園部分 - 約1,883m2
  - その他（駐車場・通路など） - 約4,317m2

### 見学・体験エリア

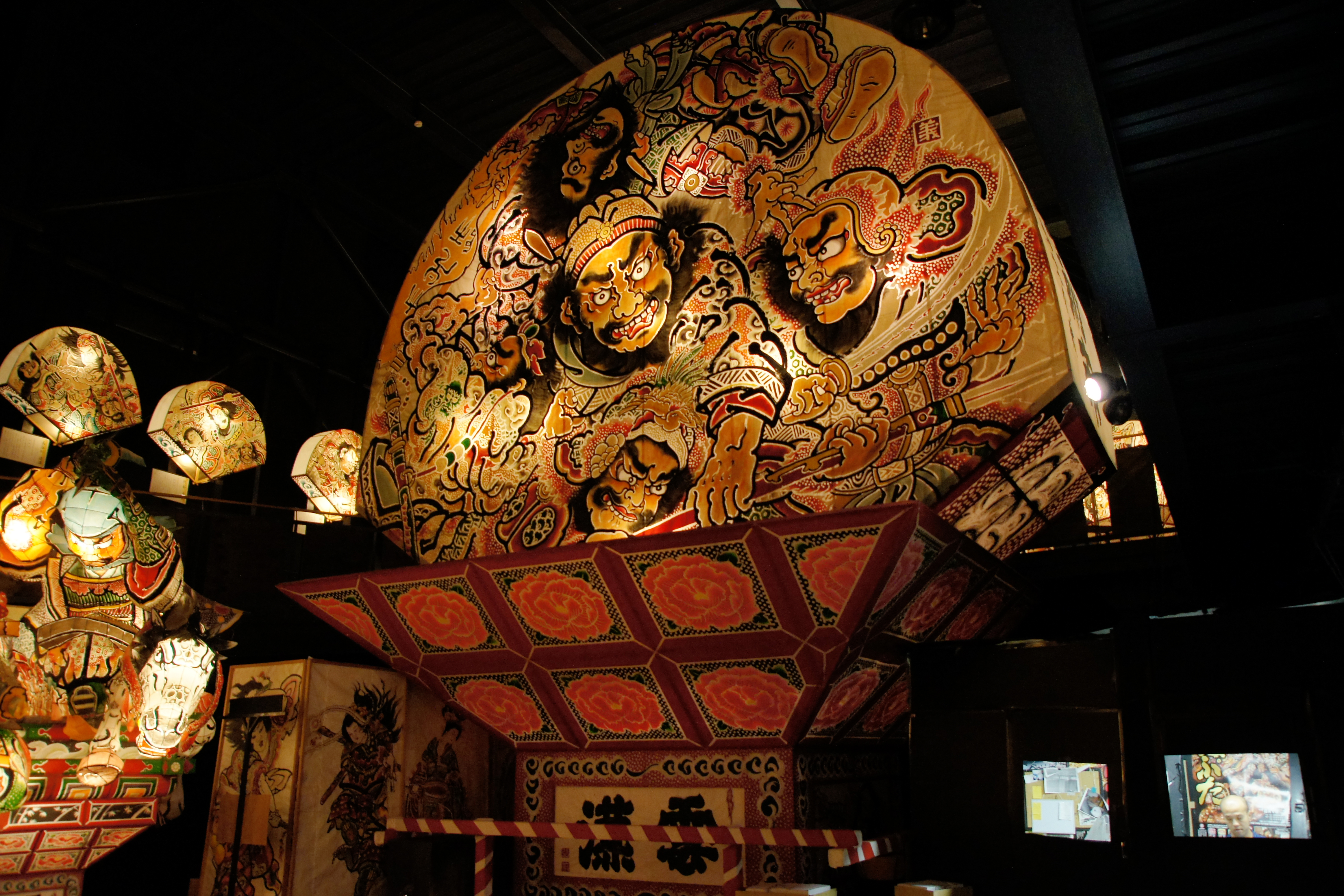
弘前ねぷた

- 弘前ねぷたの館

1977年に青森県で開催された第32回国民体育大会（あすなろ国体）開会式に参加した高さ10mの大型ねぷたの実物をはじめ、数台のねぷたを常時展示している。ねぷたの内部に入れるため、骨組みなどの構造を実際に見ることができる。
このほか、笛と太鼓による弘前ねぷたの囃子を随時実演するほか、「ねぷた和尚」の愛称で親しまれた長谷川達温（ねぷた絵師、1921年 - 1989年）や阿部義夫（同、1928年 - 1989年）によるねぷた絵作品のほか、津軽錦絵作家協会の全会員によるねぷた絵や凧絵を展示している。
- ねぷたの間ヤーヤ堂

弘前ねぷたの資料展示、金魚ねぷたや干支ねぷたの製作実演および金魚ねぷたの原型モデルでまぼろしの金魚といわれる津軽錦の展示、岩木山観光協会の紹介コーナーがある。津軽三味線生演奏（ライブ）の開催会場。

・古津軽展示コーナー
　　先人が残した津軽地方の厳しい季節を生き抜いた知恵や暮らしを楽しむ工夫を古（いにしえ）の物語にし、展示をしているコーナー。
- 津軽蔵工房たくみ

江戸時代から残る藩の米蔵を利用した民工芸製作工房である。工房内は津軽塗・こけし・こま・津軽錦絵（ねぷた絵・凧絵）・津軽焼などの民工芸品の製作風景を見学できる。
なお、米倉は明治時代初期に小学校として使用された後、津軽味噌の倉として使用されていたものである。弘前市の「趣のある建物」に「津軽藩ねぷた村（蔵）」として指定されている。
- 津軽三味線 山絃堂（さんげんどう）

津軽三味線全国協会の協力のもと、津軽三味線の資料の展示が行われている。
- 日本庭園　揚亀園（ようきえん）

岩木山と弘前公園の老松を借景とした津軽独自の作庭方式を用いた大石武学流庭園で、登録記念物名勝地関係となっている。庭園内の池にはコイ、フナ、ウグイ、カジカ、ザリガニや希少なメダカやカワニナなど生息している。また、フキノトウ、フクジュソウ、ミズバショウ、サツキ、ツツジなどが季節により咲く。園内には明治時代初期に建てられた茶室「揚亀庵」（弘前市指定文化財）がある。

### ショッピングエリア
- アンテナショップ弘前店（津軽藩ねぷた村 売店）

青森県内の土産品や農水産物加工品、清水森ナンバ（弘前在来トウガラシ）などを販売。
※アンテナショップ東京店は東京都中央区新富1-3-9
- 大かまど飯 津軽旨米屋（うまいや）

飲食店。青森県内の食材を使用した料理が中心で津軽料理遺産伝承店に認定された。津軽地方を代表する料理貝焼き味噌やけの汁などの津軽料理遺産認定料理の他、青森県民の定番焼肉のタレといわれている上北農産加工農業協同組合スタミナ源タレを使用したメニューなども提供している。ご飯は、毎日精米したての青森県産米「つがるロマン」を店内の石竈で炊いて提供している。
- りんご直売所 林檎屋（アンテナショップ弘前店内）

りんご生産量日本一の弘前市で生産されたりんごの販売所。
- ＪＡつがる弘前・ひろさき新鮮組

農産物販売所。地元津軽の農家とJAつがる弘前が野菜・果物・花卉・農産物加工品などを販売している。
- 中畑手焼きせんべい本舗

手焼きせんべいの販売所。店内では職人が昔ながらの焼き上げ技法で実演販売を行っている。第22回・第23回全国菓子大博覧会金賞を受賞。

#### 日曜朝市
毎年6月下旬から10月中旬の毎週日曜日6時30分から7時30分に施設内の「こみせ通り」で開催。例年20〜30団体が参加しており、ピーク時期には野菜・果物・鮮魚・花卉などの生鮮品や加工品からパンまでさまざまなジャンルの店舗が出店する。（2020年は6月21日～10月4日開催済）

## 営業時間と定休日
年中無休（「ひろさき新鮮組」のみ12月31日～1月3日まで定休）

### 見学・体験エリア
- 開館時間 - 9時00分から17時30分まで。
  - 最終入場は、閉館の30分前まで。
  - 12月から3月までの期間は、津軽三味線生演奏および一部の民工芸品製作実演は16時で終了する。

### ショッピングエリア
以下に特記なしまたは列挙していない施設の営業時間は、9時00分から17時00分まで。なお、各施設とも弘前さくらまつり開催期間中は営業時間を延長することがあるほか、定休日に臨時営業を行うことがある。
- 「ＪＡつがる弘前・ひろさき新鮮組」の定休日は、12月31日から1月3日まで。
- 「大かまど飯 津軽旨米屋」は、10時00分から営業している。なお、食事は11時00分から15時00分、それ以外の時間帯はテイクアウトと喫茶の営業。予約優先のため満席時はご案内時刻が遅れる場合有り。

## 交通
公共交通
- JR東日本奥羽本線・弘南鉄道弘南線 弘前駅から。
  - 弘南バス
    - 文化センター前バス停下車、徒歩約7分。
      - 土手町循環バス

    - 亀の甲町角バス停下車、徒歩約1分。
      - 浜の町経由 弘前駅〜藤代営業所線
      - 鬼沢経由 弘前〜堂ヶ沢・十腰内・鯵ヶ沢線
      - 糠坪・楢の木経由 弘前〜堂ヶ沢線
      - 三世寺経由 板柳・笹館・十腰内線
      - 弘前〜船沢・三ツ森線
      - 弘前駅〜岩賀線
      - ミニバス 弘前バスターミナル〜土堂線

  - タクシーで約10分。
- JR東日本東北新幹線・奥羽本線 新青森駅から車で約45分。

自動車
- 東北自動車道から
  - 大鰐弘前ICより約20分。
  - 黒石ICより約25分。

## 周辺施設
- 弘前公園
  - 弘前城ほか。
- 追手門広場
- 仲町伝統的建造物群保存地区（重要伝統的建造物群保存地区）
  - 石場家住宅
- 弘前亀甲町郵便局